# 崧泽遗址
崧泽遗址位于中华人民共和国上海市青浦区赵巷镇崧泽村，是一处新石器时代遗址。该遗址于1957年被发现，此后曾多次被发掘。该遗址共分为三个文化层，其中第二个文化层为首次发现，并由此文化层确定了崧泽文化。此外，在该遗址中还发掘出了截至2016年上海境内最早的人类头骨。2013年，崧泽遗址被列为第七批全国重点文物保护单位，同年在遗址建立的上海崧泽遗址博物馆正式竣工，隶属上海历史博物馆。

## 发现
1957年，崧泽遗址在上海市文物保管委员会的考古调查中被首次发现。1958年，上海市出版局饲养场的工作人员在附近挖掘鱼塘的时候又挖出了鹿角、陶片和瓷器。上海市文物保管委员会于1960年11月组织人员在该地试掘，此后于1961年、1974~1976年、1987年、1994~1995年和2004年先后5次对崧泽遗址展开发掘。1982年，中国考古学会年会上，与会者将在崧泽遗址发现的介于马家浜文化和良渚文化之间的文化层认定为崧泽文化，其时间大概在距今6000余年的新石器时期，崧泽文化也成为第一个以上海地名命名的考古学文化。

## 结构
崧泽遗址位于中华人民共和国上海市青浦区赵巷镇崧泽村西北的一处被称为假山墩的土墩上及其周边的农田中，整体范围东西长约500米，南北宽约300米，根据考古发掘由上至下可分为三个文化层：
- 上层文化层为春秋战国时代的文化层，为戚家墩类型文化。
- 中层为新石器时代的墓地，在发现时为全新的文化类型，即崧泽文化。该层共计发现了136座墓葬，除2座葬有2人之外其余均为单人墓葬，这些墓葬中仅有50座保存较为完整，52具骨骸保存较好。在该墓葬群内，考古人员发掘出了部分猪骨，以及有鼎、釜、甗、豆、碗、簋、盆、瓶、壶、杯等器物。
- 下层为新石器时代的村落和墓葬遗址，属于马家浜文化。在该层中考古人员发掘出了石斧、玉玦和夹砂红陶釜、陶炉箪以及泥质红陶豆和盆等器物。此外在一处灰坑中，考古人员发现了人工培植的粳稻和籼稻谷粒与草茎。该层还发现了两口圆筒形土井，这是中国已知年代最早的水井。该层的碳14年代测定为5985±140年。该层的发现把上海地区古史研究的年代提早到6000年前。此外，该层还发现了截至2016年上海最早的人类头骨。

## 保护与开发

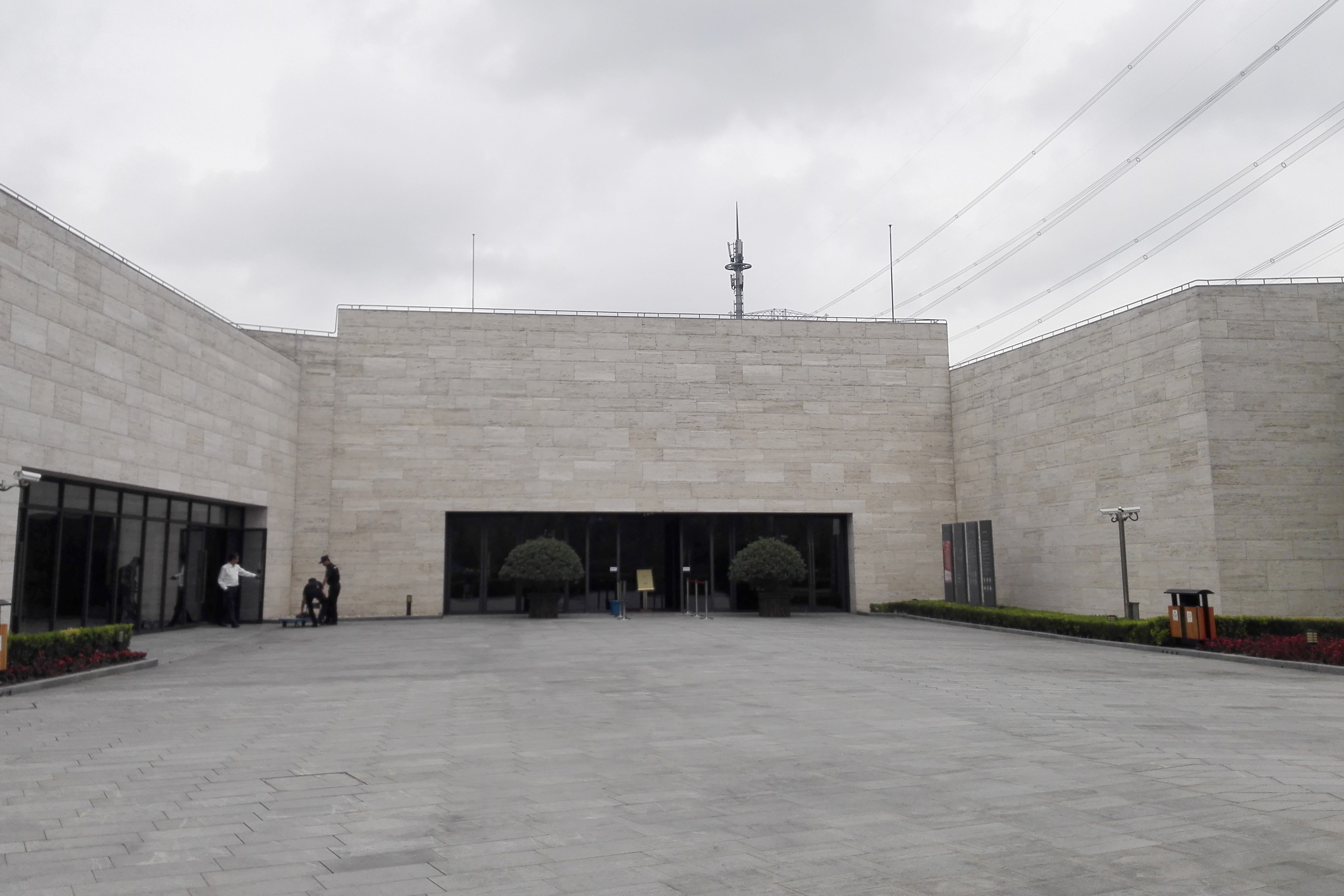
崧泽遗址博物馆

1959年，崧泽遗址以“崧泽村古文化遗址”一名列为青浦县文物保护单位。1962年，崧泽遗址以“崧泽古文化遗址”一名列入上海市文物保护单位，1977年被重新确定为上海市古文化遗址保护地点。2011年，在崧泽遗址的原址上兴建的上海崧泽遗址博物馆正式奠基，并于2012年开工，2013年6月底竣工。该博物馆是为上海历史博物馆的一座分馆。2013年，崧泽遗址被列为全国重点文物保护单位。
- 黑陶刻纹豆，公元前3800～前3200年
- 黑陶刻纹盖罐，公元前3800至前3200年
- 黑陶四系划花纹罐，公元前3800～前3200年